# تارمكيست (اسرير)
تارمكيست هي إحدى مشيخات المملكة المغربية، تتبع جغرافيا لإقليم كلميم وإداريًا لاسرير. يقدر عدد سكانها بـ 622 نسمة حسب الإحصاء الرسمي للسكان والسكنى لسنة 2004.